# سینما روشا
سینما روشا یک سینما در شهر زنجان، ایران است.
این سینما که متعلق به بخش خصوصی می‌باشد در بهمن ۱۳۹۷ با ۱ سالن به ظرفیت ۲۳۴ نفر افتتاح شده‌است.